# 永遠等待
《永遠等待》是香港搖滾樂隊Beyond發行第一张EP，由寶麗金唱片有限公司及Kinn's Music聯合製作及出品，並由前者發行。《永远等待》的封面特点摄于一个发电场，他们五人（包括当时的键盘手刘志远）均穿着短裤和T-SHIRT，站在黄昏时的发电场中，头顶上方的高处依稀可见几跟电缆横穿天际，大部分的歌是他们在“地下樂團”时创作的歌曲发自内心，毫无商业化。《永远等待》EP一連以兩個封面面世，唯封面造型同工，卻異曲。

## 曲目(寶麗金版)
1. Water Boy
2. 昔日舞曲
3. 金屬狂人
4. 灰色的心

## 曲目(Kinn's Music版)
1. 永遠等待（全長版本）
2. 永遠等待（12"版本）
3. 金屬狂人（重金屬版本）
4. 衝

## 音樂
- 永遠等待 （页面存档备份，存于）
- 昔日舞曲 （页面存档备份，存于）
- 金屬狂人 （页面存档备份，存于）
- 灰色的心 （页面存档备份，存于）
- 衝 （页面存档备份，存于）

## 外部連結
- Beyond博物館 （页面存档备份，存于）